# Praomys minor
Praomys minor es una especie de roedor de la familia Muridae.

## Distribución geográfica
Se encuentra sólo en República Democrática del Congo.

## Hábitat
Su hábitat natural son: zonas subtropicales o tropicales de tierras bajas, bosques.